# Manuel Eduardo Cunningham Escribar
Manuel Eduardo Cunningham Escribar, (La Serena, 1830 - Iquique, 11 de noviembre de 1887). Hijo de Guillermo Cunningham, llegado en 1827 desde Inglaterra, y de Juana Escribar Meléndez. Contrajo matrimonio con Juana Escribar Díaz.
Educado en el Liceo de La Serena e ingresó a Literatura en la Universidad de Chile. Se dedicó desde joven a los negocios de su padre, trasladándose a Antofagasta y luego a Iquique, donde se radicó estableciendo un almacén franco.
Miembro del Partido Liberal, se preocupó siempre del bienestar social de la zona norte. Escribió artículos a la prensa local.
Fue Alcalde de la Municipalidad de Iquique (1887-1887), pero falleció en noviembre de 1887.